# Заниград
Заниград -(итал. Sanigrado) је насеље у северној Истри, обронци Ћићарије, у саставу Опшине Копар, Словенија.

## Географија
Мало збијено село без сталних становникa  смештено на Крашком рубу (између кречњачког краса и јужног флишног краја Истре) над извором речице Рижане и над пругом Истарске железнице *Прегара-Копар). Пут из села Дол при Храстовљах са скретањем лево на првој раскрсници води до Заниграда у близини Зазида. Северозападно од села од неколико камених кућа су развалине каштела на кречњачком подручју гдје се налази сачувана каснороманичка цркца св. Стефана и Маријe. Са тог врха (долази се пешице или теренским возилом) пружа се панорамски поглед на добро обрађену долину Рижане са Табором Храстовља на дну драге, Кубедом лево међу зеленим брежуљцима, а десно се, попут орловог гнијезда смјестио Подпеч са својим торњем.
До Заниграда води и добро означен пешачки пут који од Храстовља води до Подпечи и Туљаки кроз аркадијски пејсаж.

## Назив
Име мјеста Заниград можда је у смислу Задњи град, који је био задњи и највиши од низа градова (каштела) над долином ријеке Рижане. Спомињу се још и називи Сваниград, Xаnigrad (венетски: заниград или жаниград), а и Цастел Сарниан (итaл. и Castel Sarnio).

## Историја
Мало се зна о прошлости овог места. У XI. в. на опустелом подручју је досељено неколико славенских породица које су биле кметови истарског дукcа Јоханеса.
Од XV. в. посед је копарских феудалаца.

## Знаменитости
- Подручна црква св. Стефана (Штефана)  и Марије окренута према западу, према мору с маленим гробљем и предивним храстовима, окружена је зидићем. Грађена је у традицији истарске романике постављена најкасније око 1400. г. У тлоцрту је издужени правокутник у који је уграђена олтарна ниша. На северозападном углу, лево од прочеља, је дозидан звоник (на порталу је уклесана 1521. година и нечитак латински натпис). Црква је изграђена од грубо исклесаних камених коцка, извана неожбукана и покривена кровом од шкриља на две воде. Унутрашњос је осликана фрескама - вероватно рад фурланско-истарске радионице око 1400-1410.). Пажњу привлачи приказ св. Недеље, где је жена црква (персонификација недеље) заменила Исуса. У цркви су насликани и призори из Пасије, Поклањање Три краља и Посљедњи суд. У лађи су откривени остаци насликаног дрвеног стропа (око 1510-1530.). У парохијалној цркви Лонцхе се чува антепендиј с приказом Поклоњења краљева из прве половице XVII. в[3].

- Око цркве темељи зидина говоре о старом заниградском каштелу на што упућује и стара топономастика овог мјеста. Како не постоје поуздани подаци сматра се да је то била једноставна утврда у коју су се склањали сељаци од турских и ycкoчкиx најезда те како би заштитили цркву (као што је то било и у Храстовљу).

- Недалеко од сеоских кућа налазе се каверне које су служиле као склоништа у праисторијско време као и у раном средњем веку. Локалитет на коме се налазе те спиље се назива Стерклевица.

## Легенде
Постоји неколико медиевалних легенда о Заниграду: једна говори о једном брежуљку у коме је закопан неки стари краљ са својим благом; друга се односи на коњску поткову сакривеној у цркви, гдје се закопано друго благo. Изгледа да легенде имају неку основу јер су нађени златни новчићи исковани у Аквилеји за вријеме Патриарха.